# Pierre Volboudt
 (décembre 2017).
Si vous disposez d'ouvrages ou d'articles de référence ou si vous connaissez des sites web de qualité traitant du thème abordé ici, merci de compléter l'article en donnant les références utiles à sa vérifiabilité et en les liant à la section « Notes et références ».
Pierre Volboudt (Paris, 18 août 1906 - Clamart, 9 novembre 1987) est un critique d'art français. 

## Biographie
Pierre Volboudt, ayant obtenu un diplôme d'études supérieures de droit public et de sciences politiques, fréquente l'École des Hautes Études à la Sorbonne et l'École des langues orientales.
Auteur de plusieurs livres et de traductions à partir de 1948, il collabore régulièrement, de 1956 à 1980, par des articles sur les peintres et sculpteurs abstraits à la deuxième série de la revue XXe siècle fondée et dirigée par Gualtieri di San Lazzaro mais publie également des textes dans Derrière le miroir édité par la galerie Maeght, ainsi que dans des publications suédoises (Konstrevy) et sud-américaines.
De nombreux écrits de Pierre Volboudt ont été traduits en anglais, allemand, basque, espagnol, hollandais, italien, japonais, serbe, suédois, polonais.
Pierre Volboudt est le second mari de la sculptrice chilienne Marta Colvin.

## Ouvrages
- Les Dessins de Paul Valéry, 1948
- Les Assemblages de Jean Dubuffet, signes, sols, sorts, Paris, XXe siècle, 1958, 117 p.
- Kandinsky 1896-1921, Paris, Fernand Hazan, 1963
- Kandinsky 1922-1944, Paris, Fernand Hazan, 1963
- Chillida, Galerie Maeght, 1967
- Ubac, textes de Jean Bazaine, Yves Bonnefoy, Paul Éluard, André Frénaud, Jean Grenier, Jean Lescure, Georges Limbour, Paul Nougé, Jean Pfeiffer, Michel Ragon, René de Solier, Raoul Ubac et Pierre Volboudt, Maeght éditeur, 1970.
- Aglaé Libéraki, Paris, Le Musée de poche, 1972, 120 p.
- Kandinsky, Paris, Hazan, 1984, 117 p.

### Préfaces
- Cent livres français pendant les derniers cent ans, National museum, Stockholm, 1953
- Roger Vieillard, 1958, burins, Paris, galerie A. Maeght, 1958
- Klee et Kandinsky, textes de Kenneth C. Lindsay et Pierre Volboudt, Paris, galerie Berggruen, 1959
- Hilding Linnqvist, Paris, musée national d'art moderne, 1959
- Georges Braque, Bâle, Kunsthalle, 1960
- Le Relief, Paris, galerie XXe siècle, 1960
- Peintures récentes de Dumitresco et Istrati, sculptures de Maria Papa, textes d'Eugène Ionesco et Pierre Volboudt, galerie XXe siècle, 1962
- Enrique Zanartu, textes de Pablo Neruda et Pierre Volboudt, galerie Karl Flinker, Paris, 1962
- Ana Cortés, Obra reciente, Santiago, éd. Revista de Arte, Universidad de Chile, 1962
- Kandinsky, galerie Claude Bernard, 1963
- Luc Peire, environment, textes de Richard Hirsch, Pierre Volboudt et Luc Peire, Paris, musée national d'art moderne, 1967
- Kandinsky. Dessins 1886-1944, Paris, galerie Dina Vierny, 1968
- Kandinsky, Milan, Galleria del Naviglio, 1970
- Chemins de la création, textes d'André Berne-Joffroy, Michel Seuphor, Pierre Volboudt, et al., Ancy-le-Franc, Château, 1970
- Kandinsky, textes de Jacques Lassaigne et Pierre Volboudt, Paris, Galerie Karl Flinker, 1972
- Anita de Caro, Paris, galerie Coard, 1973
- San Lazzaro et ses amis, textes de Daniel Abadie, Jacques Lassaigne, Giuseppe Marchiori, et al., Paris, musée d'art moderne de la ville de Paris, 1975
- Estève, peintures récentes, Paris, galerie Claude Bernard, 1977
- Wassily Kandinsky, textes de Nina Kandinsky, Hideho Nishida, Pierre Volboudt, et al., Tokyo, Japon, galerie Tokoro

### Articles
XXe siècle
- « Constance de l'art français » ; « Quand les extrêmes se touchent », dans Dix années d'art contemporain (1945-1955), XXe siècle, n° 7, juin 1956
- « L'humour formel de Kandinsky », « L' humour et le siècle », Chillida chez Maeght », « Signori », « Mastroianni », « Poliakoff », dans Art et humour au XXe siècle, XXe siècle, n° 8, janvier 1957
- « Dix ans d'édition », « A chacun sa réalité », « Gravures de Villon », « Gonzalez », « L'atelier de Picasso », « Moore », dans  Vrai et faux réalisme dans l'art contemporain, XXe siècle, n° 9, juin 1957
- « L'esprit de la ligne », « Le graphisme du vide », « Un double panorama de l'œuvre de Kandinsky », dans L'écriture plastique, XXe siècle, n°10, mars 1958
- « Jean Dubuffet ou les métamorphoses de l'élémentaire », « Soulages », « Palazuelo », « Gilioli et le rêve monolithique », dans  Les nouveaux rapports de l'art et de la nature, XXe siècle, n° 11, noël 1958
- « Art de la technique ou technique de l'art », « Les tapisseries gravées de Adam », dans Psychologie de la technique, XXe siècle, n° 12, juin 1959
- « Braque et le vol poétique », « documenta II ou vingt ans après » dans Vingt ans avant, XXe siècle, n° 13, noël 1959
- « Kandinsky: cercle et triangle », « Adam » , « Dégager un sens », dans Nouvelles situations de l'art contemporain, XXe siècle, n° 14, juin 1960
- « Le relief, art de l'équivoque », « Aux sources du XXe siècle », « Masson et Picasso », dans Renouveau du relief, XXe siècle, n° 16, 1961
- « À la recherche de l'art perdu », « L'art en expansion », « Univers de Mirò », « Signori », « Hartung », dans Pour un bilan du siècle, XXe siècle, n° 17, noël 1961
- « Espace et sculpture », « Le cinquantenaire du Blaue Reiter », dans Construction de l'espace, XXe siècle, n° 18, février 1962
- « Kandinsky entre les deux réalités », « Raoul Ubac et l'art des stèles », « Picasso: le minotaure dans le Château », « Les reliefs gravés de Vieillard »  dans Tournants décisifs, XXe siècle, n° 19, juin 1962
- « L'imaginaire et l'infini », L'art, conscience du monde, XXe siècle, n° 20, noël 1962
- « Hans Hartung : Une thématique de l'espace », « Jacobsen ou le nouvel âge du fer » dans Renouveau du thème dans l'art contemporain, XXe siècle, n° 21, mai 1963
- « César : L'œuvre récente », « Strindberg précurseur », dans Equivalences et confrontations, XXe siècle, n° 22, 1963
- « Ce mal que répand la terreur », dans   Un siècle d'angoisse', XXe siècle, n° 23, mai 1964
- « Espace sacré, espace profane », dans Permanence du sacré, XXe siècle, n° 24, décembre 1964
- « Métamorphoses de l'imaginaire », « Antonio Segui », « René Magritte », dans Aux sources de l'imaginaire, XXe siècle, n° 25, juin 1965
- « Marta Colvin », « Philosophie de Kandinsky », « Kandinsky à Dessau », dans Centenaire de Kandinsky, XXe siècle, n° 27, décembre 1966
- « Espace actif », dans  Bilan de l'art abstrait dans le monde, dans XXe siècle, n° 28, juin 1967
- « Vers un nouvel humanisme ? », « L'environnement de Luc Peire au Musée National d’Art Moderne », dans Vers un nouvel humanisme ?, XXe siècle, n° 29, décembre 1967
- « L'œuvre récente de Joan Miró », « Dessins de Kandinsky », dans Panorama 68, XXe siècle, n° 31, 1968
- « Chillida autour du vide », « L'œuvre au noir de Picasso », « Pierres de Magnelli » dans Panorama 69, I, XXe siècle, n° 32, juin 1969
- « Kandinsky tel qu'en lui-même », « Middelheim 1969 ou la sculpture en liberté », « Hommage à Piet Mondrian », dans Panorama 69, II, XXe siècle, n° 33, 1969
- « Le Centenaire de Rembrandt », dans Panorama 70, I, XXe siècle,  n° 34, juin 1970
- « Marelle sur les polders et châteaux de chaman », dans Panorama 72, I, XXe siècle, n° 38, juin 1972
- « Soulages'72 », « Étienne-Martin », « Georges de La Tour à l'Orangerie », dans  Panorama 72, II, XXe siècle, n° 39, décembre 1972
- « Perspectives de Robert Motherwell », « La ruée vers l'espace », « Hommage à Ossip Zadkine », dans Panorama 73, I, XXe siècle, n° 40, juin 1973
- « Graham Sutherland », dans Panorama 73, II, XXe siècle, n° 41, décembre 1973
- « Marcel Duchamp, l'homme de l'écart », « Anita de Caro », dans  Panorama 74, I, XXe siècle, n° 42, juin 1974
- « Munch au Musée national d'art moderne », « Automatismes parallèles », « Chagall monumental à Reims et à Nice », « Hajdu au Palais des Congrès », dans  Panorama 74, II, XXe siècle, n° 43, décembre 1974
- « De la pierre au marbre : un pacte avec la matière », dans Le réel imaginaire : du corps à L'objet, XXe siècle, n° 44, juin 1975
- « Hundertwasser en ses labyrinthes », dans Le réel imaginaire : de la rue à L'espace, XXe siècle, n° 45, décembre 1975
- « San Lazarro vivant », dans XXe siècle, n° 46, 1976
- « Les anamorphoses », « Maria Simon, les masques d'absence », « L' homme et son image », dans XXe siècle, n° 47, 1976,
- « La peinture romantique allemande », dans XXe siècle, n° 48, 1977
- « Les images princeps », dans XXe siècle, n° 49, 1977
- « Adami, horizon et fil à plomb », dans XXe siècle, n° 50, 1978
- « La Dragonne et le Surmâle ou le Giotto de l'"underground », dans XXe siècle, n° 53, 1980
- « Dali », dans Hommage à Dali, XXe siècle, n° 54, 1980

Derrière le miroir
- Kandinsky, textes de Jean Cassou et Pierre Volboudt, Derrière le miroir, n° 101-103, Galerie Maeght, 1957
- Ubac, textes de Francis Ponge, Pierre Volboudt et Raoul Ubac, Derrière le miroir n° 130, Galerie Maeght, 1961
- Der Blaue Reiter, Derrière le miroir, n° 133-134, Galerie Maeght, 1962
- Palazuelo, Derrière le miroir, n° 137, Galerie Maeght, 1963
- Tàpies, La matière et ses doubles, Derrière le miroir, n° 175, Galerie Maeght, décembre 1968

### Autres
Pierre Volboudt a également publié des articles dans d'autres revues d'art, telles Cahiers d'art (notamment sur Kandinsky en 1956) et Art international (notamment sur Zoran Mušič en 1978)

## Édition
- Paul Valéry, Aforismer, traduction de Jane Lundblad, Gebers, Stockholm, 1954

## Traductions
- Carl Michael Bellman, Épîtres, en collaboration avec Niels Afzemius, Stockholm, 1953; éditions corps 9, 1984
- Wassily  Kandinsky, Du spirituel dans l'art et dans la peinture en particulier, traduit de l'allemand par Pierre Volboudt, avant-propos de Philippe Sers, 1954, Paris, Denoel-Gonthier, 1971, 1974, 1985